# Adolf Anderssen
Karl Ernst Adolf Anderssen (Wrocław, 6. srpnja 1818. – Wrocław, 13. ožujka 1879.), njemački je šahist. Bio je jednim od najboljih šahista sredinom 19. stoljeća. Na svjetskom je vrhuncu bio 1850-ih i 1860-ih. 1858. ga je privremeno "skinuo s prijestolja" Paul Morphy.
Šahovskom je svijetu postao poznat kad je 1842. godine objavio zbirku 60 šahovskih problema Aufgabe für Schachspieler.
Pobijedio je na prvom ikad odigranom međunarodnom šahovskom turniru. Turnir se je odigrao 1851. godine u Londonu. Igrala su šesnaestorica sudionika dvoboje po kup-sustavu. 
Bilo ga se smatralo jednim od najboljih dvaju šahista na svijetu, a kad ga je Wilhelm Steinitz pobijedio u dvoboju održanom 1866. godine, od tad se je Steinitza smatralo najboljim šahistom na svijetu. Unatoč tome, nakon tog poraza, Anderssen je bio najuspješniji igrač šahovskih turnira po Europi, pobijedivši na pola turnira na kojima je sudjelovao, uključujući i šahovski turnir u Baden-Badenu 1870. godine. Zanimljivo je da je većinu tih uspjeha postigao kad je imao preko 50 godina.